# Trigonidomimus annuliger
Trigonidomimus annuliger is een rechtvleugelig insect uit de familie krekels (Gryllidae). De wetenschappelijke naam van deze soort is voor het eerst geldig gepubliceerd in 1928 door Hebard.